# U.S. Firenze Rugby 1931
L’Unione Sportiva Firenze Rugby 1931 ASD è un club italiano dilettantistico di rugby a 15 di Firenze.
Formatasi nel 2007 per acquisizione del titolo sportivo del CUS Firenze Rugby, è diretta proseguitrice della prima società rugbistica del capoluogo toscano, nata come GUF Firenze nel 1931 e partecipante ai primi campionati di Divisione Nazionale, la massima serie dell'epoca.
Dal 2015 la sua prima squadra maschile e femminile e le sue Under-18 sono confluite nella nuova squadra dei Medicei, nata dalla fusione per incorporazione dei defunti Cavalieri di Prato; al Firenze 1931 sono rimaste tutte le categorie giovanili dall'Under-6 all'Under-16 fino al 2022, quando dopo il fallimento dei Medicei tutte le categorie sono ritornate a far parte del Firenze Rugby 1931.
Il club ha sede presso l’impianto sportivo “Padovani” in zona Campo di Marte.

## Storia

### Dal GUF al CUS Firenze
L’antica tradizione rugbistica del Firenze Rugby 1931 deriva dall’attività svolta sin dal 1931 dal GUF prima e dal CUS Firenze Rugby poi, dal quale nel 2007 ha rilevato i meriti sportivi. Palcoscenico ideale e imprescindibile di questo lungo cammino, l’impianto sportivo “Padovani”, concesso in origine dall’autorità militare all’Università per allestire un impianto sportivo.
L'impianto venne messo in piedi grazie all'aiuto di: Goffredo Giannardi, Gabriele Gardenghi, Renzo Boddi, Renzo Wiechman, Luciano Rebora. Nacque così il GUF, Gruppo universitario fascista di Firenze. Dopo l'interruzione causata dalla guerra, nell'ottobre del 1945, lo studente di chimica Amato Betti, giocatore di calcio nella squadra giovanile della Fiorentina ed anche giocatore di rugby, fondò la sezione sportiva dell'Associazione Goliardica, primo organismo rappresentativo della base universitaria, riconosciuto dall'Autorità Accademica. Fin da allora collaborarono con lui Silvano Raveggi, Piccioli, Piero Focardi, Francesco Pisitti e per la parte propagandistica e public relation Gavino Soro.
Il "Padovani" è la casa storica del rugby fiorentino ed ha accolto generazioni di atleti, tanto da meritarsi la fama di “casa del rugby fiorentino”. Nell’arco della sua lunga storia, la Società ha calcato più volte la massima serie nazionale e può vantare il contribuito di numerosi atleti e tecnici alle varie categorie nazionali azzurre. Fra tutti Mario Lodigiani, al quale nel 2013 è stato intitolato il campo principale del Padovani (dal 2015 ha assunto poi la sua denominazione commerciale come Ruffino Stadium Mario Lodigiani)

### Il Firenze Rugby 1931
Nel 2007 dall'iniziativa di un gruppo di ex giocatori e di appassionati nasce Firenze Rugby 1931 ASD che acquisisce i titoli sportivi del Cus Firenze Rugby. Successivamente nel 2010, dall'unione della Firenze Rugby 1931 ASD con la U.S. Rugby Firenze 81 (nata nel 1981 per rispondere alla richiesta di rugby giovanile a Firenze) si dà vita alla U.S. Firenze Rugby 1931 ASD.

## Cronistoria
| Cronistoria del Firenze Rugby 1931 |
| --- |
| - 1931 · nascita del GUF Firenze - 1933-34 · 3º girone C Divisione Nazionale - 1934-35 · 4º girone C Divisione Nazionale (retrocessione in Promozione) - 1935-36 · Girone G Promozione (sconf. finali promozione) - 1936-37 · Girone D Promozione (sconf. finali promozione) - 1937-38 · Girone C Promozione (sconf. finali promozione) - 1938-39 · Promozione (ritiro dal campionato) - 1939-40 · 6º Divisione Nazionale (rinuncia alla Div. Naz.) - 1940-41 · Girone A Promozione (sconf. finali promozione) - 1941-42 · Girone A Promozione - 1947 · Trasformazione in CUS Firenze - 1947-48 · Prima Divisione - 1948-49 · Prima Divisione - 1949-50 · Prima Divisione - 1950-51 · Girone C serie B - 1951-52 · Girone B serie B - 1952-53 · Girone B serie B - 1953-54 · Girone C serie B - 1954-55 · Girone D serie B - 1955-56 · Girone B serie B (promozione in serie A) - 1956-57 · 4º girone C serie A - 1957-58 · 7º girone C serie A (retrocessione in serie B) - 1958-59 · Girone B serie B (promozione in serie A) - 1959-60 · 8º girone C serie A (retrocessione in serie B) - 1960-61 · Girone C serie B (sconf. finali promozione) - 1961-62 · Girone B serie B - 1962-63 · Girone B serie B - 1963-64 · Girone B serie B (promozione in Eccellenza) - 1964-65 · 11º Eccellenza (retrocessione in serie B) - 1965-66 · Girone A serie B - 1966-67 · Girone C serie B - 1967-68 · Girone C serie B (sconf. finali promozione) - 1968-69 · Serie B - 1969-70 · Serie B (retrocessione in serie C) - 1970-71 · Girone C Serie C - 1971-72 · Girone C Serie C (promozione in serie B) - 1972-73 · Girone B Serie B (promozione in serie A) - 1973-74 · 12º serie A (retrocessione in serie B) - 1974-75 · Girone A serie B - 1975-76 · Girone B serie B - 1976-77 · Girone B serie B - 1977-78 · Girone B serie B - 1978-79 · Girone C serie B - 1979-80 · Girone B serie B - 1980-81 · Girone B serie B - 1981-82 · Girone F serie B - 1982-83 · Girone C serie B (promozione in serie A) - 1983-84 · 8º girone A serie A 8º poule salvezza (retrocessione in serie B) - 1984-85 · Girone C serie B - 1985-86 · Girone C serie B (assegnazione alla nuova serie B) - 1986-87 · Girone C serie B - 1987-88 · Girone B serie B - 1988-89 · Girone B serie B (retrocessione in serie C1) - 1989-90 · Girone D serie C1 (promozione in serie B) - 1990-91 · Girone C serie B - 1991-92 · Girone A serie B - 1992-93 · Girone C serie B - 1993-94 · Girone C serie B - 1994-95 · Girone E serie B - 1995-96 · Girone C serie B - 1996-97 · Girone A serie B - 1997-98 · Girone A serie B - 1998-99 · Girone A serie B (promozione in serie A2) - 1999-2000 · 4º girone B serie A2 2º poule salvezza - 2000-01 · 9º serie A2 - 2001-02 · 7º serie A2 (assegnazione alla nuova serie A) - 2002-03 · 7º serie A - 2003-04 · 4º girone B serie A - 2004-05 · 7º girone B serie A - 2005-06 · 7º girone B serie A - 2006-07 · 9º girone B serie A - 2007 · trasferimento del titolo sportivo alla Firenze Rugby 1931 Assegnazione alla serie A2 2007-08 - 2007-08 · 3º serie A2 (promozione in serie A1) - 2008-09 · 11º serie A1 (retrocessione in serie A2) (ripescaggio in serie A1) - 2009-10 · 6º girone A serie A1 - 2010-11 · 3º serie A1 (sconf. semifinale promozione) - 2011-12 · 4º serie A1 - 2012-13 · 8º serie A1 - 2013-14 · 11º serie A1 - 2014-15 · 4º girone 4 serie A 6º pool retrocessione 1 (retrocessione in serie B) - 2015 · scorporo di prima squadra maschile e femminile e U-18 per confluenza nel club I Medicei che continua attività in serie A - 2015- · attività giovanile |